# Барка (Сорија)
Барка (шп. Barca) је општина у покрајини Сорија у аутономној заједници Кастиља и Леон, Шпанија.